# Futbol Club L'Escala
El Futbol Club L'Escala és un club de futbol català de la ciutat de L'Escala fundat l'any 1912.

## Palmarès
Campió de:
- Primera Catalana: 2023
- Segona Catalana: 2002 I, 2014 I, 2019 I

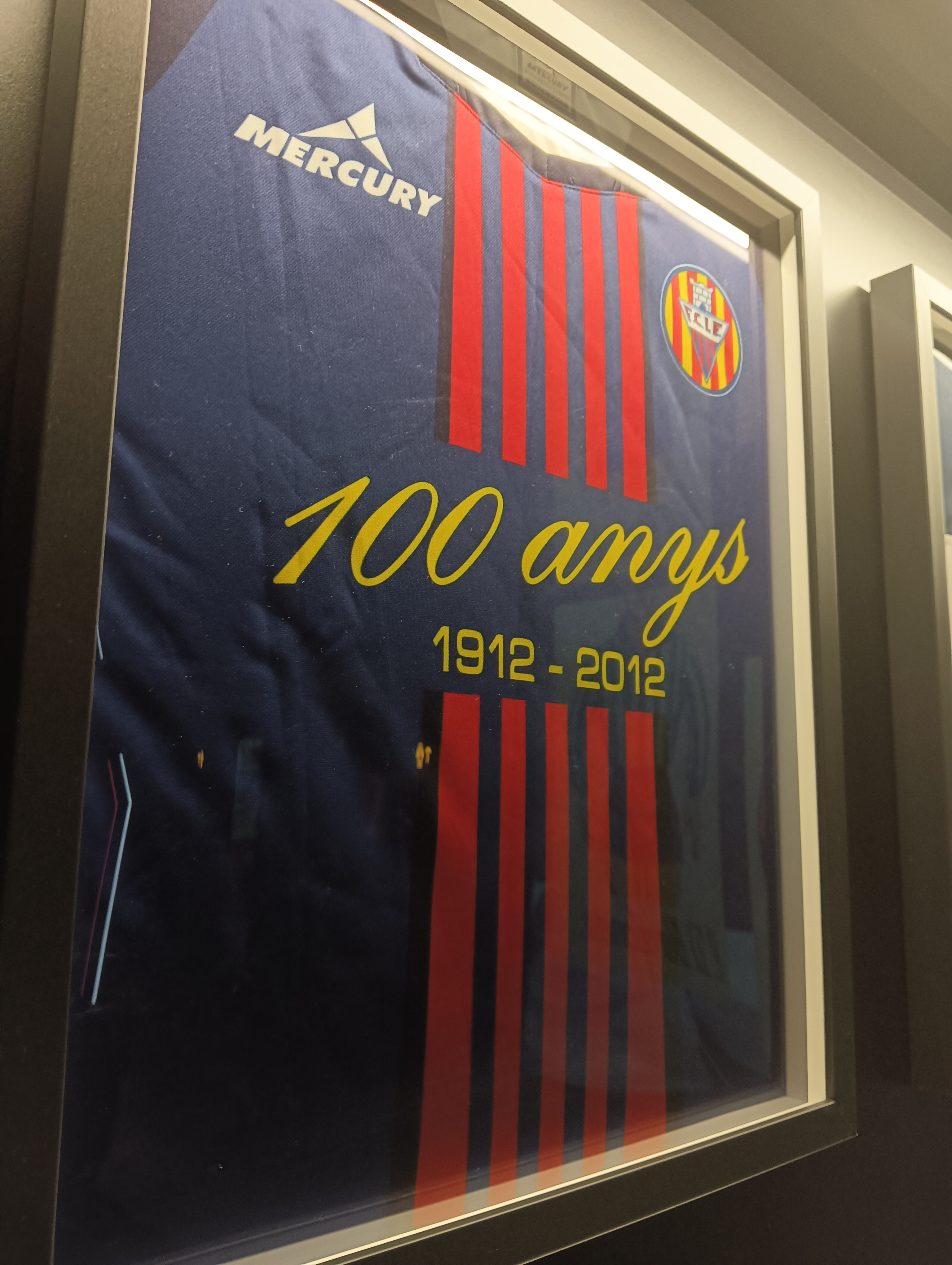
Samareta Escala.

- Tercera Catalana: 2013 XV